# Lophodermium ravenelii
Lophodermium ravenelii är en svampart som beskrevs av Minter 1981. Lophodermium ravenelii ingår i släktet Lophodermium och familjen Rhytismataceae.   Inga underarter finns listade i Catalogue of Life.